# Imran Khan (attore)
Imran Khan, nato Imran Pal (Madison, 13 gennaio 1983), è un attore indiano che appare nei film di Bollywood.

## Biografia
Nato a Madison, in Wisconsin, Imran Khan è il nipote dell'attore Aamir Khan, del regista e produttore Mansoor Khan e di Nasir Hussain, anch'esso un importante produttore cinematografico. Avendo avuto da bambino apparizioni nei films di Aamir Khan, Qayamat Se Qayamat Tak (1988) e Jo Jeeta Wohi Sikandar (1992), Khan decise di impegnarsi nella recitazione dopo aver studiato presso la filiale di Los Angeles della New York Film Academy. Tornò in India e si iscrisse all'Istituto di recitazione Kishore Namit Kapoor, dove ha incontrato il regista Abbas Tyrewala.
Khan ha debuttato come attore nella commedia romantica di Tyrewala Jaane Tu Ya Jaane Na (2008), che ha avuto un successo sia di critica che commerciale. La sua interpretazione gli permise di vincere il Filmfare Award per il migliore debutto maschile. È apparso successivamente in altri films di successo come I Hate Luv Storys (2010), Delhi Belly (2011), Mere brother kī dulhan (2011) e Ek Main Aur Ekk Tu (2012). Oltre a recitare nei film, Khan è sostenitore dell'organizzazione PETA in India ed è apparso in diversi eventi organizzati per la promozione del gruppo.

### Vita privata
Ha sposato la sua fidanzata Avantika Malik nel 2011 dopo una relazione di 10 anni.

## Filmografia
- Qayamat Se Qayamat Tak, regia di Mansoor Khan (1988)
- Jo Jeeta Wohi Sikandar, regia di Mansoor Khan (1992)
- Jaane Tu Ya Jaane Na, regia di Abbas Tyrewala (2008)
- Kidnap, regia di Sanjay Gadhvi (2008)
- Luck, regia di Soham Shah (2009)
- Dil Bole Hadippa!, regia di Anurag Singh (2009)
- I Hate Luv Storys, regia di Punit Malhotra (2010)
- Jhootha Hi Sahi, regia di Abbas Tyrewala (2010) - voce
- Break Ke Baad, regia di Danish Aslam (2010)
- Delhi Belly, regia di Abhinay Deo (2011)
- Mere brother kī dulhan, regia di Ali Abbas Zafar (2011)
- Ek Main Aur Ekk Tu, regia di Shakun Batra (2012)
- Matru Ki Bijlee Ka Mandola, regia di Vishal Bhardwaj (2013)
- Once Upon a Time in Mumbai Dobaara!, regia di Milan Luthria (2013)
- Gori Tere Pyaar Mein!, regia di Punit Malhotra (2013)
- Katti Batti, regia di Nikhil Advani (2015)